# Императрица Екатерина Великая (линеен кораб, 1914)
Императрица Екатерина Велика (на руски: Императрица Екатерина Великая) е руски линеен кораб-дредноут от типа „Императрица Мария“. Кръстен е в чест на руската императрица Екатерина II Велика. Активно се използва в бойните операции на руския Черноморски флот по време на Първата световна война.
Названието на кораба нееднократно се променя. На 11 октомври 1911 г. е предварително зачислен в списъците на Императорския флот под названието: „Екатерина II“ (в памет за първия черноморски броненосец), заложен е на 11 юни 1911 г. (според други данни на 17 октомври 1911 г.) в завода на Дружество на Николаевските заводи и корабостроителници (на руски: Общества Николаевских заводов и верфей) („ОНЗиВ“, впоследствие „Наваль“) в Николаев, в същия ден на залагането на еднотипните му линкори в завода на „Руссуд“: „Императрица Мария“ и „Император Александр III“. На 27 юни 1915 г., при зачисляването си в действащия състав на флота, е преименуван на „Императрица Екатерина Великая“, във връзка с това, че аналогичните кораби, заложени в завода „Руссуд“, изначално имат названия с императорски титли, на 18 април 1917 г. е преименуван на „Свободная Россия“.
В процеса на построяването си корабът е подложен на модернизация с оглед недостатъците, проявили се в хода на държавните изпитания на главния дредноут „Императрица Мария“. Отличителните особености на силуета са: бушпритен прилив в носовата част на корпуса; преместване, с цел да се олекоти носовата част на съда, с две шпации (2,4 метра) към кърмата на всички бойни рубки, мачти и комини, на всички кули на главния калибър и на всички казематни оръдия на противоминния калибър, индивидуално конструктивно-архитектурно изпълнение на мостиците на носовата бойна рубка.

## Работно проектиране и построяване
В процеса на работното проектиране и построяването в първоначалния базов проект са внесени съществени изменения, с оглед недостатъците проявени в процеса на държавните изпитания на главния линкор – „Императрица Мария“. В тази връзка този кораб се явява модифициран вариант по отношение на главния на проекта.

## История на службата
Заедно с крайцера „Память Меркурия“ влиза във втора тактическа маневрена група. Участва в набезите по турското крайбрежие. От 5 февруари до 18 април 1916 г. взема участие в Трапезундската операция на Кавказския фронт.
На 8 януари 1916 г., по време на поредното патрулиране се среща с германския линеен крайцер „Гьобен“ (в този момент формално турски крайцер „Явуз Султан Селим“). След размяна на залпове от максимална дистанция туркият крайцер се оттегля. Руският линкор започва преследване, продължавайки да води огън от 305-мм оръдия още 30 минути, като последните залпове са направени от дистанция над 20 км (120 каб.). „Явуз“ получава само осколъчни попадения и влиза в Босфора.
През юни 1917 г. прикрива миниране в района на Босфора. На 14 ноември 1917 г. излиза в морето за прихващането на германо-турския крайцер „Бреслау“ (формално – „Мидили“).

## След 1917 г.
На 30 април 1918 г. линкорът и някои от другите кораби на Черноморския флот са преведени от Севастопол, зает от немците, в Новоросийск. Германските власти, окупиращи към този момент по-голямата част от Крим, изискват корабите да се върнат в Севастопол. По решение на съветското правителство, за да се избегне тяхното пленяване от немците, линкорът е потопен с торпеда, пуснати от есминеца „Керчь“.
След 1930 г. ЕПРОН изважда две от кулите на главния калибър, лежащи в съседство с корпуса. Самият линкор лежи на грунта, нагоре с дъното, на дълбочина 42 метра, с ниво над грунта 13 метров. Преди да се пристъпи към изваждането на корпуса е необходимо да се извадят от погребите на кораба боеприпасите – няколкостотин тона снаряди и полузаряди с барут. За изваждането на боезапаса са привлечени курсанти от Водолазната школа под ръководството на опитните водолази И. Т. Чертан и В. И. Правдин.
За да се проникне в погребите възниква необходимостта да се пробият входове в дъното на линкора. Първият заряд сработва успешно и пътят към единия от погребите е открит. Чертан залага още един боезаряд над снарядния погреб. При взрива на заряда детонират снарядите на главния калибър. Водата изкача на височина над 100 метра, вълната едва не потопява водолазния бот, хората са отнесени от палубите на катерите от подсигуряването. Чертан, който се намира без шлем, в тежко водолазно снаряжение, е изхвърлен от вълната зад борда. Курсантите едва успяват да го спасят. След изследването на линкора от комисия на ЕПРОН, поради силното разрушаване на корпуса, е взето решение изваждането му да бъде прекратено.